# DNxHD
DNxHD (англ. Digital Nonlinear Extensible High Definition) — формат сжатия с потерями видео высокой чёткости, представленный американской компанией Avid Technology для монтажных станций и видеосерверов, применяемый в технологиях постпродакшн и телевизионных вещательных комплексах. В 2008 году стандартизован обществом инженеров кино и телевидения SMPTE как формат сжатия изображений и передачи данных VC-3.

## Назначение
Видеокодек DNxHD предназначен для чернового и чистового монтажа при кинопроизводстве, а также для монтажа и финального просчета (рендеринга) в видеопроизводстве.
DNxHD поддерживает несколько вариантов потока видеоданных, доступных для выбора пользователю:
- 440\365\350 Мбит/с (1080p 29,97 \ 1080p 25 \ 1080p 24) с глубиной цвета 10 бит и дискретизацией цвета 4:4:4,(примерно соответствует по качеству и потоку Apple ProRes 4444)
- 220\185\110\90 Мбит/с (1080p 29,97 \ 1080p 25 \ 1080p 24 \ 720p 25) с глубиной цвета 10 или 8 бит, и дискретизацией цвета 4:2:2,(примерно соответствует по качеству и потоку Apple ProRes HQ)
- 145\120\75\60 Мбит/с(1080p 29,97 \ 1080p 25 \ 1080p 24 \ 720p 25) разрядностью 8 бит, и дискретизацией цвета 4:2:2,(примерно соответствует по потоку Apple ProRes 422)
- 100\85\50\45 (1080p 29,97 \ 1080p 25 \ 1080p 24 \ 720p 25) Мбит/с разрядностью 8 бит, и дискретизацией цвета 4:2:2,(появился в AVID Media Composer 6.5, 2013 год) (примерно соответствует по потоку Apple ProRes LT)
- 45\36 Мбит/с (1080p 29,97 \ 1080p 25) разрядностью 8 бит, и дискретизацией цвета 4:2:2.(примерно соответствует по потоку Apple ProRes Proxy, но за счет меньшей битности цвета имеет меньше артефактов)

Приведенная битность за исключением первой и последней соответствует проектам AVIDа (1080i 59,94 или 1080p 29,97) \ (1080i 50 или 1080p 25) \ (720i 59,94 или 720p 29,97) \ (720i 50 или 720p 25) соответственно .
Видеоданные формата DNxHD обычно хранятся в контейнере MXF, также могут сохраняться в контейнере QuickTime.
13 февраля 2008 года формат DNxHD был утвержден в качестве стандарта SMPTE VC-3.
DNxHD предполагался как открытый стандарт, но по состоянию на март 2008 года, остался фактически собственным форматом Avid. Исходный код кодека Avid DNxHD находится в свободном доступе для внутренней оценки и анализа, однако для коммерческого использования требуется лицензионное соглашение от Avid. Ряд компаний получили коммерческую лицензию на кодек, в их число вошли: Ikegami, FilmLight, Harris Corporation, JVC, SeaChange, EVS Broadcast Equipment и другие.

## Реализации
DNxHD впервые поддерживался в Avid DS Nitris (сентябрь 2004 года), после в Avid Media Composer Adrenaline с опцией DNxcel (декабрь 2004 года) и, наконец, в Avid Symphony Nitris (декабрь 2005 года). Xpress Pro ограничен использованием DNxHD с 8-разрядными видеоданными, которые либо импортируются из файла или получены с помощью Media Composer с аппратной частью Adrenaline. Media Composer 2.5 также позволяет редактировать полностью несжатый HD-материал, который был импортирован или захвачен на системах Symphony Nitris или DS Nitris. Видеокамеры Editcam Ikegami являются уникальной системой с поддержкой DNxHD, которые могут записывать кодированное видео непосредственно в DNxHD. Такой материал сразу же доступен для монтажных станций, которые поддерживают кодек DNxHD. Arri Alexa поддерживает DNxHD с начала 2012 года. Blackmagic_Design HyperDeck Shuttle 2 и HyperDeck Studio поддерживают DNxHD с 2012 года.
Отдельный кодек Quicktime для Windows XP и Mac OS X доступен для создания и воспроизведения файлов QuickTime, содержащих материалы DNxHD.
С сентября 2007 года проект кодеков с открытым исходным кодом FFmpeg поддерживает кодирование и декодирование 8-битных (но не 10-битных) VC-3/DNxHD благодаря спонсированию проекта BBC Research и реализации Baptiste Coudurier.
В апреле 2012 на выставке NAB Brevity представила настраиваемый алгоритм для ускоренной передачи и кодирования файлов DNxHD

## Технические характеристики
DNxHD очень похож на JPEG. Каждый кадр является независимым и состоит из ДКТ-коэффициентов, кодированных кодом переменной длины.
Заголовок состоит из нескольких частей и может включать таблицы квантования и 2048 бит пользовательских данных. Кроме того, каждый кадр состоит из двух идентификаторов GUID и метки. Заголовок кадра упакован c переключаемым порядком байтов. Исходные данные кадра имеют вид макроблоков. Используемый метод практически идентичен сжатию JPEG: кодирование с предсказанием постоянной составляющей и преобразованием кодом переменной длины, с кодирование длин серий 63 других коэффициентов. Коэффициент постоянной составляющей не квантуется.
Кодек поддерживает альфа-канал.

### Сравнение видеоформатов высокой чёткости
| Формат                   | Разрядность, бит | Дискретизация цвета | Разрешение                            | Битрейт, Мбит/с        |
| ------------------------ | ---------------- | ------------------- | ------------------------------------- | ---------------------- |
| XDCAM HD                 | 8                | 4:2:0               | 1080 29.97i, 29.97p: 1440x1080 (16:9) | 18 VBR, 25 CBR, 35 VBR |
| Avid DNxHD 36            | 8                | 4:2:2               | 1080p30: 1920x1080                    | 36                     |
| Apple ProRes 422 (Proxy) | 10               | 4:2:2               | 1080p30: 1920x1080                    | VBR, ≈36               |
| XDCAM HD                 | 8                | 4:2:0               | 1080 29.97i, 29.97p: 1920x1080 (16:9) | VBR 35                 |
| XDCAM HD 422             | 8                | 4:2:2               | 1080 29.97i, 29.97p: 1920x1080 (16:9) | CBR 50                 |
| Avid DNxHD 100           | 8                | 4:2:2               | 1080p30: 1920x1080                    | 100                    |
| Apple ProRes 422 (LT)    | 10               | 4:2:2               | 1080p30: 1920x1080                    | VBR, ≈100              |
| DVCPRO HD                | 8                | 4:2:2               | 1080i60: 1920x1080 (16:9)             | 100                    |
| HDCAM                    | 8                | 3:1:1               | 1080i60: 1440x1080 (16:9)             | 135                    |
| Avid DNxHD 145           | 8                | 4:2:2               | 1080p30: 1920x1080                    | 145                    |
| Apple ProRes 422         | 10               | 4:2:2               | 1080p30: 1920x1080                    | VBR, ≈145              |
| Avid DNxHD 220           | 8 или 10         | 4:2:2               | 1080p30: 1920x1080                    | 220                    |
| Apple ProRes 422 (HQ)    | 10               | 4:2:2               | 1080p30: 1920x1080                    | VBR, ≈220              |
| Avid DNxHD 444           | 10               | 4:4:4               | 1080p30: 1920x1080                    | 440                    |
| Apple ProRes 4444        | 12               | 4:4:4               | 1080p30: 1920x1080                    | VBR, ≈400              |
| HDCAM SR                 | 10               | 4:2:2 или 4:4:4     | 1080p60: 1920x1080                    | 440 или 880            |

## VC-3
DNxHD кодек был представлен организацией SMPTE в качестве основы для семейства стандартов VC-3. Он был утвержден в качестве SMPTE VC-3, после двухлетнего тестирования и процесса проверки в 2008 и 2009:
- SMPTE 2019-1-2008 VC-3 Picture Compression and Data Stream Format — Формат сжатия изображения и передача данных VC-3
- SMPTE 2019-3-2008 VC-3 Type Data Stream Mapping Over SDTI
- SMPTE 2019-4-2009 Mapping VC-3 Coding Units into the MXF Generic Container
- RP (Recommended Practices) 2019-2-2009 VC-3 Decoder and Bitstream Conformance